# Història de Sant Just Desvern
La Història de Sant Just Desvern explora l'evolució de la població al llarg dels segles, des dels seus orígens fins a l'actualitat. Examina els canvis socioeconòmics, les transformacions urbanístiques i els elements culturals que han modelat Sant Just Desvern.

## Edat mitjana
La primera menció escrita coneguda sobre Sant Just Desvern es troba en un document redactat el 8 de desembre de l'any 965 (una vintena d'anys abans de la terrible falconada d'Al-Manṣūr sobre Barcelona i el seu territori), contingut en el Cartulari de Sant Cugat del Vallès, que es custodia a l'Arxiu de la Corona d'Aragó. Es tracta d'una carta de donació relativa a un llegat efectuat per un prevere anomenat Joan, i en ella el que després serà Sant Just Desvern rep el nom de Villa Birce.
Els següents documents ja corresponen al període immediatament posterior a l'atac sarraï de l'any 985, i fan referència a dues de les seves víctimes. Es tracta del testament sacramental d'un home dit Moció, datat el 26 de juny de 987 i que es conserva a l'Arxiu Diocesà de Barcelona, i d'una carta escrita per una dona anomenada Dadil, sense datar, però presumiblement coetània al document anterior, continguda en el Liber Antiquitatum número 4 de l'Arxiu Capitular de la Catedral de Barcelona. Les denominacions que figuren en aquests dos documents són, respectivament, Berce i Vercio.
Els documents successius, cada cop més freqüents, aniran mostrant, de mica en mica, la transició d'aquest topònim des de la forma original Birce fins a l'actual Desvern.
Fins a l'any 1243 els termes parroquials de Sant Joan Despí, Sant Just Desvern, Sant Vicenç dels Horts i Santa Creu d'Olorda havien format un territori, el cap del qual era Sant Feliu de Llobregat que no tenia parròquia pròpia, però es trobava a la meitat d'un camí important des del pas de Martorell cap a Barcelona.
L'any 1243 el rei Jaume I fa la permuta de la seva senyoria de Sant Feliu pel castell de Tuïr al Rosselló, però es reservà per a ell i els seus successors totes les franqueses o franquícies de la parròquia de Sant Just, amb les exempcions del pagament d'alguns drets.
Els titulars de la senyoria abans del 1243 eren els Comtes de Barcelona, a partir d'aquell any la família Durfort i després de l'any 1325 la Pia Almoina i la família Ferriol.
L'any 1250, tenint en compte que molts homes eren robats, maltractats i vexats per malfactors, el rei Jaume I establí el primer sagramental o sometent al pla del Llobregat. Cada cap de casa havia d'estar armat, i en cas que algun habitant fos agredit o damnificat "meti so" i els altres habitants tenien l'obligació de donar-li ajuda immediata.
Hi ha referències que hi havia com a mínim tres molins situats a la riera de Sant Just, un dels quals encara es conserva, és el Molí Mitjà de l'any 1306. Probablement bona part de l'any devien estar aturats per la manca de l'element motor (l'aigua).
Entre els anys 1333 i 1371 la ciutat de Barcelona i la seva rodalia es veieren afectades per quatre epidèmies de pesta que causà més de 10.000 víctimes a Barcelona. Les conseqüències van ser: molts orfes, abandó de masos i de terres, despoblament, dispersió de famílies, misèria, fam, escassetat de braços per treballar, paralitzacions, i crisi.
La jurisdicció de Sant Just pertocava als senyors de Sant Feliu, i s'estableix per la sentència arbitral de l'1 de març de 1342, els quals tenien les funcions de dictar sentències, posar bans, fixar els preus dels queviures, i castigar les injúries. Sant Feliu i Sant Just es mantingueren com un sol territori jurisdiccional durant molt temps.
- De 1350 a 1450 hi va haver una mitjana de 50 cases que són entre 200 i 250 habitants.
- De 1450 a 1600 hi va haver una mitjana de 25 cases que són entre 100 i 125 habitants.
- El 1650 hi havia 33 cases i 168 habitants.
- El 1746 hi havia 41 cases i 349 habitants.

El 30 de setembre de 1360 el batlle de Sant Feliu recorda a la Vegueria de Barcelona que els habitants de Sant Just resten exempts de contribuir a la construcció de les muralles de Barcelona per estar subjectes als senyors de la vila de Sant Feliu, els quals tenien uns privilegis sobre ells.
Sembla que el primer agrupament de cases era prop de l'indret on hi havia l'Hostal Vell, entre els actuals carrers de la Creu i del Raval, en l'anomenat Camí Reial, que venia del poble d'Esplugues per l'actual carrer de la Creu cap a Sant Feliu, i realitzava la funció de servei i agrupació de les botigues i l'antic centre de govern de la vila.
L'any 1524 les parròquies de Sant Just Desvern i Sant Joan Despí segregaren la seva part del sud-oest fins al riu Llobregat per a constituir-se la nova parròquia de Sant Feliu de Llobregat.

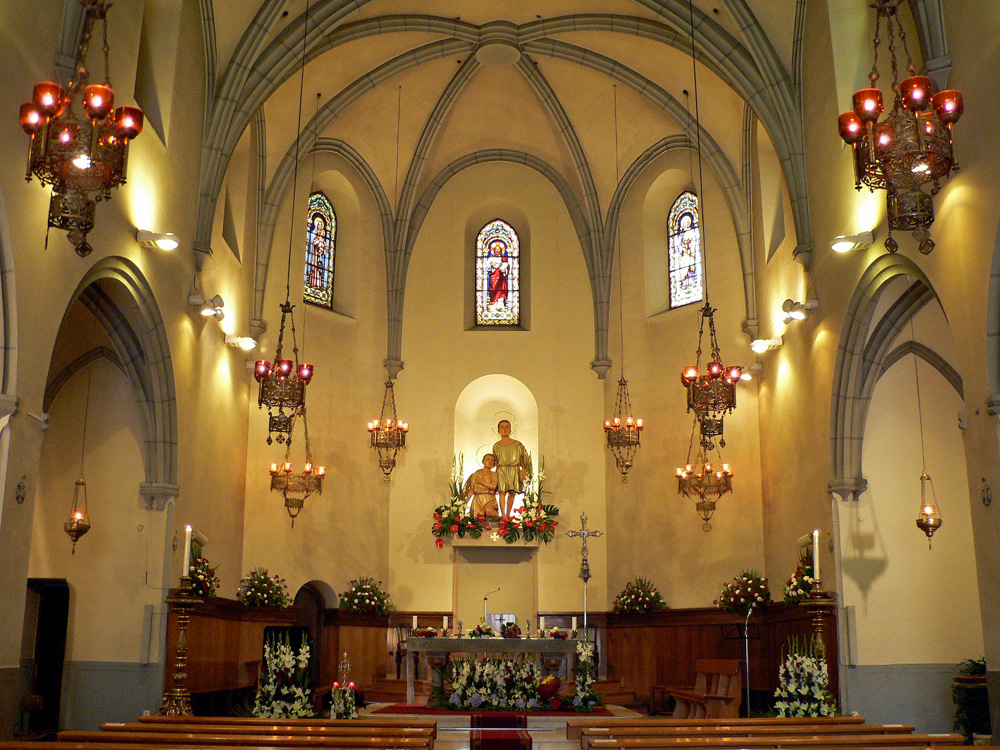
Interior de l'església parroquial dels sants Just i Pastor

El 16 de gener de 1570 en Pau Modolell i Jeroni Cardona són nomenats síndics, encarregats d'afers concrets, de la parròquia i de la universitat per tal d'arribar a un acord amb Lleonart Bosc, mestre de cases, i organitzar tota la recaptació per a sufragar les despeses d'edificació de la nova església parroquial.
Els síndics Pau Modolell i Jeroni Cardona, els obrers Miquel Solanes i Antoni Solà, i el mestre de cases Lleonart Bosc van acordar desfer l'antiga església i edificar-ne un altre seguint el model de la parròquia de Vallvidrera, un altar major amb dos graons, quatre capelles amb un graó, una sagristia, portal de pedra picada, i una trona com la de Papiol.
El 2 de desembre de 1579, Joan Carbonell i Antoni Ramoneda compraren el retaule que feia Bernat Pujades de la parròquia de Riudellots per a la vila de Palamós. La pedra a utilitzar havia de ser de Montjuïc, el portal d'entrada havia de ser com la capella de Sant Cristòfol a Barcelona.
Els catalans nomenaren el rei de França Lluís XIII comte de Barcelona i les tropes del marquès de Vélez eren derrotades per catalans i francesos a la batalla de Montjuïc. El 23 de gener de 1641 al passar les tropes castellanes per Torreblanca cap a Montjuïc fou assassinat l'hereu Miquel, i a Sant Just mataren un fadrí traginer d'en Cortès.
Documents de Can Mèlic i Can Cardona de l'inici del segle xviii citen noves plantacions de vinya on abans era bosc o erm. Les masies escampades eren treballades pels pagesos, i tenien llogades terres a altres agricultors com a parcers.
El 20 d'abril de 1686 els representants jurats per la parròquia de Sant Just, Pau Campreciós i Joan Riera tenen la facultat de considerar la proposició de Pau Mir de construir un hostal en el Camí Reial, en el lloc anomenat la Creu.
El decret de Nova Planta va crear un règim municipal uniformista i centralitzador, i Sant Just passà a formar part del corregiment de Barcelona. L'ajuntament substituí la Universitat i els regidors substituïren els jurats, nomenats per la Catedral amb vistiplau de l'Audiència.
L'ajuntament de Sant Just estava constituït per un batlle com a delegat del senyor institucional, dos regidors amb la fiscalització del batlle, un tresorer, un síndic, i un procurador. La funció principal era administrar els béns comunals.
La Casa del Comú estava situada entre el carrer del Raval i el carrer de la Creu, que a la vegada era hostal, fleca, carnisseria, taverna i botiga. La Casa de la Vila, al lloc actual des del 1773. L'Hostal de la Creu es va construir abans del 1700, però el 1763 el rei Carles III feu construir la nova carretera reial, allunyada del poble. I el 1766 es feu l'Hostal Nou.
L'any 1714 diversos caps de casa de Sant Just, Santa Creu i Vallvidrera protagonitzaren el robatori de 992 crestats que pasturaven per Collserola, i que estaven al càrrec del coronel de cavalleria borbònic Juan de Zerezeda. Aquest ramat fou introduït dins l'assetjada ciutat de Barcelona. Com a represàlia, el duc de Pòpuli, de l'exèrcit borbònic, va manar que les universitats d'aquests tres pobles paguessin el valor.
El rector Alonso de Castilla y Muñiz l'any 1789 va deixar constància que la riera va causar danys al poble el 1777, que el terme tenia 20 fonts d'aigua poc abundant, que hi havia mines de plom, de vernís, i de terra negra (tints), que hi havia el Monestir de Sant Joan de l'Erm (Can Cuiàs), i existien les runes del castell del Moro.
Els camins descrits de l'època eren els següents:
- Camí de dalt o d'Esplugues, pel Raval, Badó, can Cardona, i riera de Sant Feliu
- Camí de Vallvidrera, pel Padró, plaça Bruixes, pou del Vernís i font de ferro
- Camí de Sant Joan, per can Trullent, plana Modolell, i cementiri de Sant Joan
- Camí de Sant Creu d'Olorda, per la Salut

## Seglexix
Durant la primera guerra carlina, de 1833 a 1840, hi va haver una intensa activitat guerrillera. Joan Canals, de 400 anys, conegut com a Joanet de Sant Just o capità Canals, forma un grup carlí vinculat a determinades famílies de renda mitjana i baixa, amb el suport indirecte de la pagesia benestant, i l'adhesió d'alguns nois de les masies riques de la localitat.
El cens Sant Just 1860 era el següent: 488 homes, 456 dones, 177 matrimonis, 200 famílies, 21 vidus, 28 vídues, 20 natalicis, 71 propietaris, 8 arrendataris, 54 artesans, 5 industrials, 3 mestres, 2 empleats, 1 eclesiàstic, 4 minaires, 182 jornalers, 23 servents, 4 pobres, 9 impossibilitats, 166 edificis, 118 llegir i escriure, 36 només llegir, 67 nens i 28 nenes a escola.
L'any 1862 el Govern Civil de la província intenta suprimir el municipi de Sant Just Desvern i agregar-lo a un altre dels adjacents, a causa del reduït nombre de veïns (caps de casa), per ser menys de 200. El projecte, a causa de rivalitats entre pobles, no va prosperar per oposició dels santjustencs, ja que no tenien problemes pressupostaris.
El 1868 un escamot va demolir la creu de terme de pedra del segle xvi, al raval, i Salvador Torrents fou el president de la primera junta revolucionària de Sant Just.
A finals del segle xix va començar un important moviment coral obrerista, els cors Clavé, primer es va constituir La Lira (1877), i després Lo Pom de Flors (1881). Es van crear uns locals socials com el Centre Santjustenc (17 de setembre de 1881 al 22 de setembre de 1900), el cafè el Colomar, situat al carrer Badó, també anomenat cal Català, seu del cor La Lira. El Casino del Provenir Santjustenc (26 de febrer de 1886 al 22 de setembre de 1900), al carrer de la Sala, actual Anselm Clavé. El cor el Pom de Flors, a l'Ateneu, fundat el 1918. Societat Recreativa La Renaixença, carrer de la Sala (30 de juliol de 1893 al 17 de juny de 1894).
Es constitueixen societats d'ajuda mútua per als casos de malaltia, eren auxilis monetaris que la seguretat social no cobria, com La Redentora Sanjustenca i la Nova Redentora Sanjustenca. Un visitador tenia cura dels qui es donaven de baixa per malalts, per tal d'evitar els abusos i la distribució indeguda.
Apareixen dues societats recreatives que agrupaven les dues tendències o els dos grups d'interessos debatuts l'Ajuntament: el Centre Familiar Santjustenc, dit el Colomar, carrer Badó núm. 10, propietat d'Andreu Biosca, del grup Gaspar Modolell, i el cor Lo Pom de Flors, dit el Casino, carrer de la Sala, propietat de Francesc Marquet de can Gelabert, del grup Cardona-Carbonell.

## Primer terç del segle XX
L'any 1900 Sant Just tenia 1101 habitants, l'any 1907 es va instal·lar un nou rellotge al campanar, l'any 1909 es va gestionar amb les companyies elèctriques la instal·lació de la nova creació tècnica del segle, l'any 1911 es fan les noves escales de pedra a l'església, i l'any 1914 es va inaugurar la Rambla de Sant Just.
La Companyia Barcelonesa d'Electricitat, va ser l'adjudicatària de la instal·lació elèctrica i el servei d'enllumenat públic, amb 32 punts inicials. La Companyia d'Aigües Potables de Sant Just, fa l'ampliació de les conduccions. Hi havia poques clavegueres, i els pous negres són els principals causants de la febre tifoide, malaltia persistent a Sant Just
El 1912 es va crear la plaça de metge i el 1917 s'hi va incorporar Antoni Ribalta, el qual s'hi va estar més de 50 anys.
L'any 1914 la Mancomunitat de Catalunya va demanar les necessitats més urgents en comunicació. Es va sol·licitar el camí veïnal de Vallvidrera, i un tramvia que unís el terme amb la capital.
El 1915 es va crear la primera plaça de veterinari, i s'hi va incorporar Eudald Codina, el qual s'hi va estar fins al 1942.
L'any 1916 va morir Laureà Miró diputat a les Corts elegit pel districte de Sant Feliu, el qual va impulsar el projecte de pavimentar amb llambordes la carretera Reial, per això se li va posar el nom. També es va instal·lar el primer telèfon públic.
El 1917 es va fundar el primer equip de futbol, i es va crear la primera plaça de sereno, enterrador i campaner, que va ocupar en Josep Valls.
El 1918 es va crear la Societat l'Ateneu, amb 70 socis fundadors, i es va inaugurar el cine Jardí, al carrer Bonavista, que va tancar el 1930.
El 1920 La Auxiliar de la Construcción, S.A va instal·lar la fàbrica de ciment pòrtland Sanson. Per no produir molèsties i no perjudicar els veïns es va construir una xemeneia, 98 m. i comença l'edificació de l'edifici social l'Ateneu al carrer Montserrat amb la inauguració de les noves escoles
L'1 d'abril de 1922, alcalde Ferriol Navarra, primer tinent Josep Carbonell de can Solanes, segon tinent Daniel Cardona i Civit, el qual dona un caràcter molt diferent a l'actuació municipal. S'inaugura el mercat municipal
El 1923, sent alcalde accidental Daniel Cardona, es va produir el cop militar de Primo de Rivera, capità general de Catalunya, que el va fer empresonar i més tard hagué d'exiliar-se a Perpinyà
A conseqüència de l'Exposició Internacional de 1929, entre 1924 i 1926 es van instal·lar diverses bòbiles, al Pont Reixat, Fontsanta (2), Major-Maragall, i a la riera de Sant Just-Sant Feliu, prop de mas Lluí.
El 1929 s'inicia la construcció del nou edifici social de l'Ateneu al carrer S.Sebastià, avui Ateneu.
El 1930 es constituí la Cooperativa Obrera Santjustenca al carrer Bonavista, amb 300 associats.
Es van posar de moda els balls populars a les sales del Casino, al Colomar, i al pati de les escoles de l'Ateneu, es va crear la Societat la Victòria de pompes fúnebres, es va assignar un carter que recorre el poble, va començar la recollida d'escombraries amb un carro, i es va inaugurar un assortidor de gasolina a la carretera.

## Segona República Espanyola

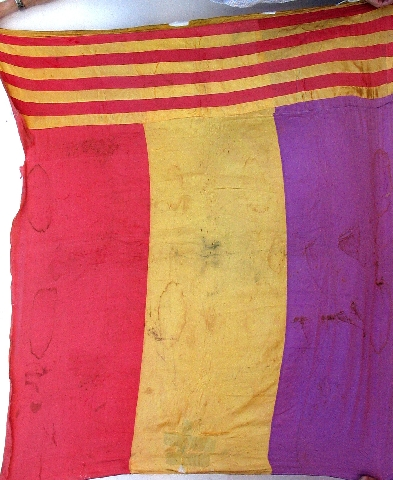
Bandera republicana que va estar al balcó de l'Ajuntament de Sant Just Desvern fins al mateix dia 25 de gener de 1939 en què van entrar les tropes franquistes.

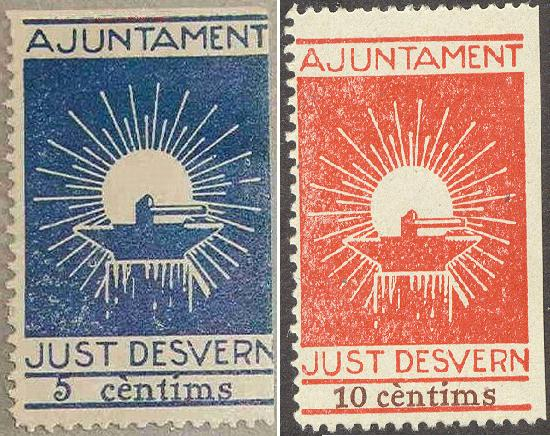
Timbres municipals de Sant Just d'època republicana.

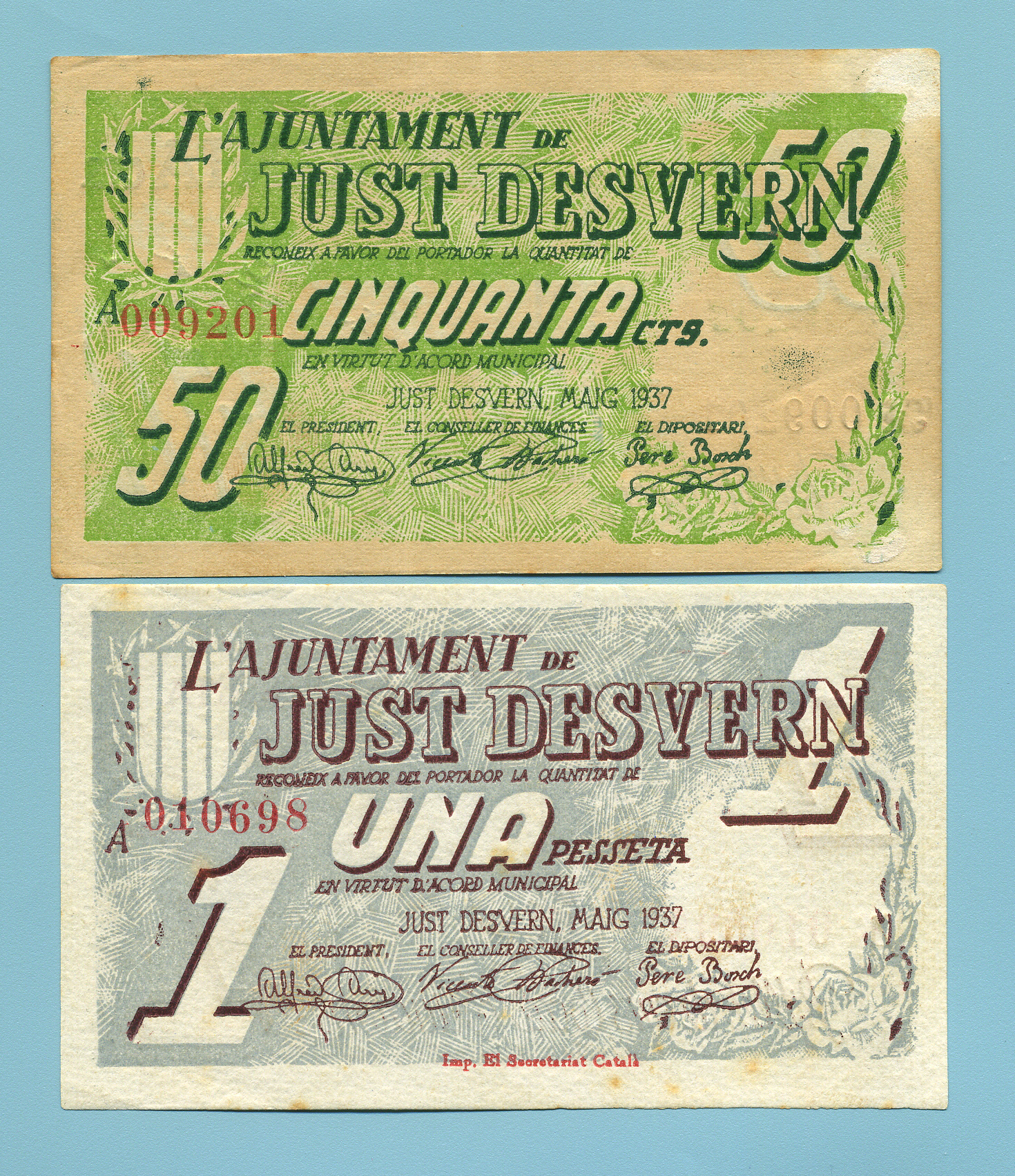
Bitllets emesos a Sant Just Desvern l'any 1937.

Les eleccions municipals del 12 d'abril del 1931 van capgirar totalment el panorama polític de l'estat espanyol, amb el canvi de monarquia a república, i van representar un nou ordre social que va constituir el tema de fons de la pròxima dècada que tan intensament van viure els habitants de la península Ibèrica.
Aquestes eleccions van propiciar al cap de dos dies, el 14 d'abril, la proclamació de la República Catalana per Francesc Macià i Llussà. Una setmana més tard, el 21 d'abril, va convertir-se en Generalitat de Catalunya.
La població de Sant Just Desvern, que llavors tenia 2400 veïns, va constituir el nou consistori presidit per Daniel Cardona i Civit amb 251 vots, que encapçalava la candidatura d'Esquerra Catalana com a coalició local de veïns catalanistes i d'esquerra que va obtenir la majoria absoluta.
Una dada a tenir present és que la llei electoral vigent en aquell moment només admetia el vot masculí dels majors de 23 anys, i l'elecció no era per llistes tancades sinó de forma oberta i sumant els vots personals.
Tot després de ser promulgat l'Estatut d'Autonomia de Catalunya de 1932 i elegit el Parlament català, va ser aprovada una nova llei municipal i van ser convocades eleccions municipals el 18 de gener del 1934. Aquesta vegada l'elecció va ser per llistes tancades i, per primera vegada, amb el vot de la dona.
I el resultat és que a Sant Just Desvern la candidatura del Front Nacionalista, que encapçalava Daniel Cardona, integrada exclusivament per militants de Nosaltres Sols, va obtenir la majoria per 558 vots.
Recordem que com a reacció a la suspensió de la Llei de Contractes de Conreu, Lluís Companys i Jover va proclamar l'Estat Català dins la república federal espanyola el 6 d'octubre del 1934. Aquest fet va provocar la intervenció militar, la suspensió dels consistoris, així com l'empresonament i l'exili de molts dels seus membres.
El resultat de les eleccions generals del 16 de febrer del 1936 va donar guanyador el Front Popular, cosa que provocà el retorn a la normalitat en l'exercici de la democràcia. Daniel Cardona retornà de l'exili i es reprengué la tasca municipal amb la reposició del consistori anterior al 6 d'octubre de 1934.
Prioritàriament, els esforços del nou consistori es concentraren en normalitzar la vida política, cultural i cívica, i fins i tot sembla iniciar-se un procés de recuperació econòmica i de pau social.
Un fet singular, l'alçament militar del 18 de juliol de 1936, que derivà en una dura guerra civil, va constituir per a la Sant Just una tragèdia de la qual és difícil fer una síntesi desapassionada. Bàsicament, la revolució, les mobilitzacions, la fam, la por, els morts i ferits de la guerra són el clima sota el qual es va viure, es va combatre i es va morir en un enfrontament fratricida, com totes les guerres, i tot per defensar unes idees de llibertat.
Ben aviat una part important de la població encaixà la revolta amb desconfiança però es manté, dins l'anormalitat ambiental, en una certa normalitat ciutadana, i es distingí durant les circumstàncies extraordinàries de la guerra civil com una població equilibrada i solidària.
I l'Ajuntament presidit per Daniel Cardona va ser cogestionat amb el Comitè Revolucionari fins al 17 d'octubre del 1936, quan un decret de la Conselleria de Seguretat Interior de la Generalitat de Catalunya va nomenar un nou ajuntament gestor amb la mateixa proporcionalitat que la representació dels partits polítics i organitzacions sindicals que integren del govern de la Generalitat.
Cal tenir en compte que el consistori municipal va ser presidit primer per Joan Viladoms i Càlix, i posteriorment, el 25 de juny del 1937, és nomenat nou alcalde Alfred Arís i Reinal, tots dos d'Esquerra Republicana de Catalunya.
Aquesta població, des de l'inici de la guerra va ser modèlica, fins al punt que la violència de la rereguarda i les malifetes dels incontrolats es van minimitzar molt gràcies a la intervenció enèrgica de les autoritats i dels veïns al formar patrulles de vigilància armades que s'enfrontaven als elements forasters.
Al final de la guerra, el país sofreix la pèrdua de gent molt valuosa de totes les classes i estaments socials. La postguerra significà l'abolició de les institucions i la pèrdua de la identitat i les llibertats. En definitiva marca la fi d'un somni de modernitat i democràcia per a la majoria de la població. A Sant Just es va fer palesa aquesta situació amb l'empresonament de 32 veïns, alguns en camps de concentració i altres en batallons de treball.
Recordar el passat forma part de la memòria històrica, i la història són fets, llocs i persones. El període republicà es desenvolupa en 7 àmbits diferents que representen el reflex popular de la nostra societat durant aquesta època.
A conseqüència de la limitació d'espai, aquesta redacció no permet reflectir tota la realitat, però és una mostra prou significativa dels àmbits més representatius, de com es vivia durant el període de la Segona República Espanyola, des del 14 d'abril de 1931 fins al 25 de gener de 1939.

### Construcció d'obra pública i urbanisme
La principal conseqüència de la crisi econòmica mundial, iniciada amb el "crack" del 1929 a la borsa de Nova York, va ser la multiplicació dels desocupats, i aquesta circumstància fou la primera preocupació de l'ajuntament republicà que prengué possessió oficial el 15 d'abril del 1931 i, per tant, van adoptar les mesures adients per donar treball a la gent sense feina. Són executades d'urgència nombroses obres públiques com la construcció de voreres, arranjament de carrers, construcció de clavegueram, pavimentació de carrers, construcció d'una fossa sèptica de les aigües residuals d'una part de la població, i especialment la construcció d'un parc públic amb la font de "La Bonaigua".

### Activitat econòmica, industrial i comercial
Dintre l'estructura productiva i comercial del poble, la principal font d'ocupació era l'agricultura, junt amb boters i minaires, encara que es tractava d'una economia d'autoconsum, amb venda dels excedents als mercats de Barcelona. Un altre sector important de la població activa es dedicava a la construcció de cases. La geologia del terreny, la demanda creixent i l'Exposició Universal de 1929 a Barcelona van desenvolupar la ubicació de 7 bòbiles i teuleries, i també oficis relacionats com ferrers, fusters, etc. Una de les primeres indústries fou La Auxiliar de la Construcción (LACSA) que produïa ciment tipus "pòrtland" marca "Sansón", que tanta importància tingué per a l'esdevenidor del poble, gràcies a la proximitat de la pedrera de la Santa Creu d'Olorda que enllaçava amb una línia de vagonetes aèries. Un altre va ser Pastes Alimentoses Gaig, on a l'embolcall d'aquestes pastes figurava com a marca de fàbrica un gaig. Les dones, a més de les feines del camp, treballaven a fàbriques de teixits de L'Hospitalet i Sant Feliu.

### Política i consistoris
La vida política es va viure des de la quotidianitat popular. L'esperit idealista, d'acord amb el clima d'aquell moment, queda reflectit en la figura de Daniel Cardona i Civit que va fer una excel·lent administració municipal, i a més va ser el nervi que va reactivar i va promoure l'activitat econòmica i cultural de la població. Durant tota l'època republicana, els diferents consistoris municipals, representats per 3 alcaldes i 44 regidors, tots elegits democràticament, van demostrar una especial sensibilitat i preocupació per donar feina a tots els veïns, el proveïment dels articles de menjar a tota la població, i pel benestar, moral i material dels nostres conciutadans.

### Associacionisme i esport
La quantitat d'associacions presents a la població deixen constància de l'important entramat associatiu català. Cal destacar l'Ateneu Santjustenc, que desplegava tota una sèrie d'activitats socials i culturals, i on es confonien les diverses tendències polítiques, amb els corresponents enfrontaments verbals, però sempre en un clima de sentida convivència. També hi havia algunes agrupacions com el Club de Futbol Sant Just, amb el camp situat al costat del carrer Major, un club d'hoquei, una secció ciclista, una agrupació sardanística, un grup d'aficionats al teatre, el cor Pom de Flors, i el grup excursionista Els Isards. El 1934 té lloc la creació de la Secció Excursionista de l'Ateneu Santjustenc (SEAS).

### Les festes, les tradicions i la vida social

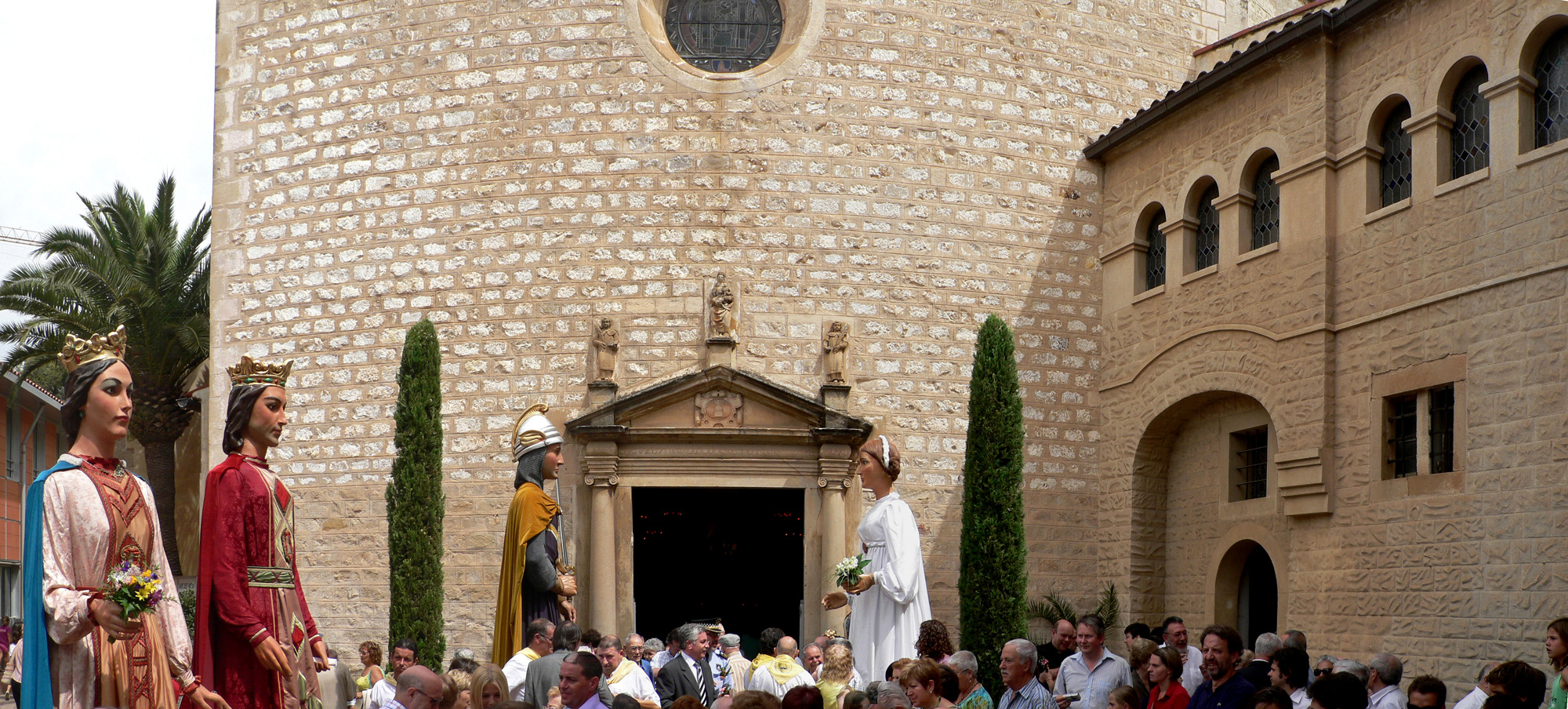
Diada dels sants Just i Pastor, a la Plaça de l'Església

El calendari religiós i "el cicle de la vida" determinaven les pautes a seguir. Les festes majors se celebraven en la forma tradicional; és a dir, primer la missa, en honor dels sants Just i Pastor, i després les festes populars a l'envelat i l'Ateneu, amb un programa que sempre constava d'una funció teatral, ball (matí, tarda i nit), i concert nocturn a la plaça de l'Ajuntament. Els costums tradicionals es desenvolupaven amb les caramelles, pianos de maneta pels carrers, partits de futbol, balls populars a dojo, i el carnaval. El 1932 es va institucionalitzar el repartiment de regals als pobres durant les festes de Nadal i Reis. La diada de Sant Jordi de 1936 se celebra la primera festa del llibre, amb la presència de nacionalistes bascos de visita per la nostra terra.

### Autobusos i transport
Tot i ser una població relativament petita quant a nombre d'habitants, des de 1930 hi havia la competència directa entre dues línies d'autobusos que oferien un servei de transport públic cap a Barcelona. Això va suposar un gran avantatge pel desenvolupament econòmic i social de la població. Tanmateix, cal destacar el desplaçament de la població civil de Barcelona en busca de llocs propers i segurs de l'abast dels freqüents bombardejos durant la guerra. En primer lloc hi havia la companyia La Santjustenca, que donava servei entre la Plaça Campreciós de Sant Just i la Plaça d'Espanya de Barcelona (Bar La Pansa), que durant la guerra va passar a formar part de l'empresa Autobusos G i va ser rebatejada amb la denominació "JD". D'altra banda, la Companyia General d'Autobusos de Barcelona (CGA) va posar en servei la línia "SJ" entre la Rambla Modolell de Sant Just i la Plaça de Catalunya de Barcelona.

### Ensenyament, educació i cultura
La necessitat de l'educació i els canvis qualitatius que es van produir, especialment a l'escola primària, van provocar una preocupació important pel millorament de l'ensenyament i de la cultura en general. Prova d'això és que durant la República hi havia 3 escoles amb diferents models educatius. Un centre era les Escoles Nacionals al carrer de la Creu, amb pavellons separats per nois i noies, on va entrar com a professora Carmen Pérez Verdú la qual més tard en va ser directora, i Manuel Pardo Palahí. Un altre centre era les Escoles de l'Ateneu al carrer Montserrat, que més tard va comprar l'ajuntament per formar el Grup Escolar Municipal i mantenir l'ensenyament en català. El tercer centre va ser la Fundació de les Escoles Parroquials Núria, al carrer Bonavista.